# 효명옹주
효명옹주(孝明翁主, 1638년 ~ 1700년)는 조선의 왕족으로 인조의 장녀이며, 귀인 조씨 소생이다. 김자점의 손자 김세룡과 혼인하였으나 후에 작위가 삭탈되어 '김세룡의 처'로만 불렸다.

## 생애
인조의 유일한 딸로, 인조의 총애가 컸다. 어머니는 귀인 조씨이다.
1647년 효명옹주(孝明翁主)에 봉해졌다. 같은 해 인조는 옹주의 신랑감을 간택하게 했는데 귀인 조씨는 딸을 당시 집권당이던 서인 낙당의 당수인 김자점의 손자 김세룡과 혼인시키기 위해 김자점의 동의 하에 김세룡의 사주팔자를 조작했고 그 결과 김세룡은 옹주의 부마로 선발되었다. 옹주의 어머니인 조씨는 인조의 총애를 받고 있었기에 혼인에 쓰인 옷과 물건이 무척 호화로웠다.
부모의 사랑을 받고 자란 효명옹주는 자기중심적이고 행동이 방자했는데 궐 안에 잔치가 벌어지자 이복오라비 인평대군의 처인 복천부부인 오씨와 누가 윗자리에 앉을 것인가를 두고 다툼을 벌였다. 이때 인조는 옹주의 편을 들어 딸이 윗자리에 앉도록 했는데 이 일 이후로 옹주와 인평대군 부부는 감정의 골이 깊어졌고, 옹주의 혼례 때 인평대군은 저주의 뜻이 담긴 베개를 들여보내기도 했다. 또 옹주는 혼인 후에도 2년간 궁에서 살았으며 1649년에야 비로소 출궁하여 사가에서 생활했다.
인조 사후 1651년 귀인 조씨가 장렬왕후와 효종을 저주한 일에 관해 여종들을 추국할 때 효명옹주가 옷소매 속에다 사람의 뼈가루를 담아서 대궐과 이복오라비인 인평대군의 집에다 뿌리고 흉한 물건을 궁궐 주변에 묻었다는 자백이 나왔다. 이에 효명옹주와 남편 김세룡을 국문하라고 요청했으나 효종은 김세룡만 국문하였다. 남편 김세룡, 시조부 김자점이 사형당하자 작위를 박탈당하고 김처(김세룡의 처)라 불리게 됐다. 이후 통천으로 유배되었으며 이듬해인 1652년 통천의 날씨가 춥다는 이유로 이천으로 옮겨졌다. 1655년에는 효종의 명으로 유배지를 교동으로 옮겨 동생들인 숭선군, 낙선군과 함께 살게 하였고 마침내 1658년에 석방하였다. 옹주는 평생을 감시속에 살다가 1700년(숙종 26년) 64세의 나이로 죽었다.

## 가족 관계
왕가 전주 이씨(全州 李氏)
- 조부 : 추존 원종(元宗, 1580 ~ 1619)
- 조모 : 추존 인헌왕후 능성 구씨(仁獻王后 綾城 具氏, 1578 ~ 1626)
  - 아버지 : 제16대 인조(仁祖, 1595 ~ 1649, 재위 1623 ~ 1649)
- 외조부 : 경상우도 병마절도사 조기(慶尙右道 兵馬節度使 趙琦, 1574 ~ 미상)
- 외조모 : 정부인 청주 한씨(貞夫人 淸州 韓氏)[16]
  - 어머니 : 폐 귀인 순창 조씨(廢 貴人 淳昌 趙氏, 미상 ~ 1652)
    - 동생 : 숭선군 징(崇善君 澂, 1639 ~ 1690)
    - 동생 : 낙선군 숙(樂善君 潚, 1641 ~ 1695)

시가 (구)안동 김씨(舊 安東 金氏)
- 시조부 : 의정부 영의정 낙흥부원군 김자점(議政府 領議政 洛興府院君 金自點, 1588 ~ 1651)
- 시조모 : 미상
  - 시아버지 : 곡성현감 김식(谷城縣監 金鉽, 1620[17] ~ 1651)
  - 시어머니 : 미상
    - 부마 : 낙성위 김세룡(洛城尉 金世龍, 미상 ~ 1651)

## 효명 옹주가 등장하는 작품
- 《궁중잔혹사 - 꽃들의 전쟁》 (JTBC, 2013년 배우: 이채미 → 이영은)